# More&more quality RED 〜Anime song cover〜
『more&more quality RED 〜Anime song cover〜』は、2008年12月3日に発売された、桃井はるこのカバーアルバム。
帯文句は「ヴォーカリスト桃井はるこの本領発揮の1枚！」

## 概要
セルフカバーアルバムであるWHITEと他者の曲のカバーアルバムであるREDは同時に発売された。
この2枚のアルバムを制作するにあたり、オフィシャルサイト「桃井はるこのほめぱげ」で、歌ってほしい楽曲のリクエストが行なわれ、選曲はその結果が中心となっている。
表題に使われたイメージカラーのREDとWHITEは、作詞家としての色である白と歌手としての色である赤を混ぜ合わせると、桃井自身のイメージカラーであるピンク（桃色）となることから定められた。
桃井はこのカバーアルバムに対し、「オリジナルを超えるなんてことはまずムリな話なので、謙虚さを持ちつつ、でもどこかで自分のものにしていかないといけないという気持ちもあるから、『自分のライブだったらどう歌うかかな』とか、そういうことを考えながら歌いました。曲によって歌い方も全然違うので、そこを面白がってもらえたらいいな、と思います。」と意見を寄せている。

## 収録曲
| #         | タイトル                                                                    | 作詞         | 作曲      | 編曲              | 原歌唱              | 時間  |
| --------- | --------------------------------------------------------------------------- | ------------ | --------- | ----------------- | ------------------- | ----- |
| 1.        | 「Give a reason」(『スレイヤーズNEXT』OP主題歌)                             | 有森聡美     | 佐藤英敏  | 齋藤真也          | 林原めぐみ          | 4:26  |
| 2.        | 「Gamble Rumble」(『頭文字D』OP主題歌・劇中歌)                              | motsu        | t-kimura  | t-kimura          | move                | 4:24  |
| 3.        | 「Butter-Fly」(『デジモンアドベンチャー』OP主題歌)                          | 千綿偉功     | 千綿偉功  | manzo             | 和田光司            | 4:32  |
| 4.        | 「ハッピー☆マテリアル」(『魔法先生ネギま!』OP主題歌)                        | うらん       | 大川茂伸  | ARM(IOSYS)        | 麻帆良学園中等部2-A | 3:57  |
| 5.        | 「SOLDIER DREAM「聖闘士神話」（English version）」(『聖闘士星矢』OP主題歌)  | 只野菜摘     | 松澤浩明  | 齋藤真也          | 影山ヒロノブ        | 3:37  |
| 6.        | 「DASH!!〜レーサーミニ四駆のテーマ〜」(『ダッシュ!四駆郎』挿入歌)           | 徳田ザウルス | 川井憲次  | 齋藤真也          | 横山智佐            | 3:41  |
| 7.        | 「愛・おぼえていますか」(『超時空要塞マクロス 愛・おぼえていますか』主題歌) | 安井かずみ   | 加藤和彦  | 久米由基          | 飯島真理            | 5:25  |
| 8.        | 「INVOKE」(『機動戦士ガンダムSEED』第1期OP主題歌)                           | 井上秋緒     | 浅倉大介  | 齋藤真也          | T.M.Revolution      | 3:51  |
| 9.        | 「STEP」(『魔神英雄伝ワタル』OP主題歌)                                      | 立花瞳       | 立花瞳    | MISSILE CHEWBACCA | a・chi-a・chi       | 5:28  |
| 10.       | 「ロマンスの神様」                                                          | 広瀬香美     | 広瀬香美  | Harrady           | 広瀬香美            | 4:00  |
| 合計時間: | 合計時間:                                                                   | 合計時間:    | 合計時間: | 合計時間:         | 合計時間:           | 43:31 |

## 解説
Gamble Rumble
これまでカバー曲は、原曲を歌ったり作曲した人に直接参加してもらうのはおこがましい気がしていたが、今回は直々に頼み込み、ラップをmotsu、アレンジにt-kimuraが参加することで「すごく楽しい曲になった」と語っている。
愛・おぼえていますか
中高生の頃よく参加したアイドルのイベントの記憶と重なり、無駄がなく研ぎ澄まされている感じが素晴らしいという。